# エビータ (映画)
『エビータ』（Evita）は、1996年のアメリカ映画。

## 概要
アンドリュー・ロイド＝ウェバーの同名ミュージカル『エビータ』の映画化で、アルゼンチンのファーストレディだったエバ・ペロンを描いている。アカデミー賞では5部門でノミネートされ、ナンバーのひとつ「ユー・マスト・ラヴ・ミー」（You Must Love Me）はアカデミー歌曲賞を受賞している。また97年のゴールデングローブ賞では、作品賞、主演女優賞、主題歌賞を獲得している。
当初監督はオリバー・ストーンが起用されていた。そのため映画クレジットでは、脚本にストーンの名も併記されている。しかし20年近くの紆余曲折を経て、最終的にはアラン・パーカーが監督を務めることに決定した。二人が組むのは『ミッドナイト・エクスプレス』以来である。
映画作製にあたっては、アルゼンチンの官邸カサ・ロサダでロケを行うことに成功し、エバが演説に立ったバルコニーでも撮影が行われ、膨大な数のエキストラが撮影に参加した。しかしアルゼンチン本国では「サンタ・エビータ（聖エビータ）と呼ばれるほどの信奉者を持つエバの聖俗両面を、アメリカのセックスシンボルであるマドンナ主演で描くこの映画に、拒否感情を示した人々がロケ反対のデモを行う動きもあった。
映画公開時アメリカでは、ペニー・ローズによる衣裳や髪形を模したファッションが流行した。

## ストーリー
モノクロ映画を上映中の映画館で、エバの死を知らされて民衆が嘆き悲しむ場面から映画は幕を開ける。エバを送る大規模な国葬の様子と、私生児として父親の葬儀にも参列を許されなかった幼少期のエバの姿が、交互に映し出される。この部分はミュージカル版とは異なる演出となる。
エバの死を悲しむ民衆の姿に「彼女は本当にそれほど素晴らしい人物だったのか？」と、チェは疑問を投げかける。チェは、チェ・ゲバラを念頭に置いて創作された登場人物で、この後も、ウェイター、掃除夫など様々な民衆の姿で登場し、狂言回し役を務める。
一転して、15歳のエバ。旅公演に訪れたタンゴ歌手のアグスティン・マガルディに無理やりくっついて、女優を目指しブエノスアイレスに上京するも芽が出ず、酔客相手のタンゴ・ダンサーなどで糧を得る。ミュージカル版ではペロンの愛人が、エバに追い出される際に歌う曲（Where am I going ?）を、映画版でエバ自身の持ち歌とすることで、行く末の見えない彼女の不安感を表現している。
エバはオーディションにも落ち続ける。監督役がネクタイを直す動作で、性を武器にしようとしたことを暗示する場面もある。
ようやく1人のカメラマンの目に留まり、その愛人になることでチャンスを得たエバは、水着グラビア（現存する本物と同じ構図で撮影）などが雑誌に掲載されるようになる。カメラマンの次はプロデューサー、次いで石鹸会社社長と、前の男を足掛かりに次の男を見つけるやり方で次第にのし上がってゆき、ついにホアン・ペロンと出会う。
ペロンは軍人で、43年6月のクーデター以降、労働組合の支持を得て徐々に力を持ち始めていた。ミュージカル版では軍人による椅子取りゲームで表現されている部分が、映画版では具体的な日時も示しながら表現される。44年のサンフアン大地震の救済コンサートでエバとペロンは出会い、愛人関係かつ共に権力を目指す共闘関係となる。エバはペロンの愛人を追い出して陸軍司令部のペロンの部屋に居座り、上流階級の社交界にも顔を出すようになって、軍部、上流階級どちらからも顰蹙を買うようになる。
45年のクーデターによりペロンは一時拘束されるが、エバはラジオ番組や演説を通じて働きかけ、ペロニストの民衆もペロンの釈放を求めて続々と上京する。解放されたペロンはエバと正式に結婚、「上着を脱ぐ」というパフォーマンスで「労働者の味方」を演出してさらに人気を上げ、エバはついに26歳にしてアルゼンチンのファーストレディとなる。ペロンが大統領に就任した際のエバが歌う（「アルゼンチンよ泣かないで」、Don't cry for me Argentina）シーンは、カサ・ロサダのバルコニーで撮影された。
エバは基金の名のもと集めた寄付を私有化し、ディオールの服、毛皮、宝石などで華やかに着飾って、アルゼンチンのイメージアップのため、レインボー・ツアーと銘打ったヨーロッパ外遊に出発するが、体調を崩して帰国する。その後も、特権階級が独占していた富を取り上げ、気まぐれに金をばらまくような施策で貧困層の不満のガス抜きをしたが、問題の根本的な解決には至らず、アルゼンチンの混乱は続いた。
鉄の意志により夢を実現してきたエバも、病には勝てなかった。民衆とペロンの愛を乞いながら（You must love me）死んでゆく。人生を激しく生きた、稀有な人物の最期であった。

## キャスト
- マドンナ：エバ・ペロン
- アントニオ・バンデラス：チェ
- ジョナサン・プライス：ホアン・ペロン
- ジミー・ネイル：アグスティン・マガルディ
- ヴィクトリア・サス：ホアナ
- ジュリアン・リットマン：ブラザー・ホアン
- オルガ・メレディス：ブランカ
- ローラ・パラス
- ピーター・ポリカープー
- ジュリア・ウォルスリー

## 聖と俗
実在した人物エバ・ペロンの聖と俗を描いたこの映画は、さまざまな論議の的となった。映画のもととなったミュージカル版が描いたエバの俗の部分には、事実でない部分があるという批判もある。特にアルゼンチンにおいては、エバの俗の部分を描いたこの映画に対する拒否反応も大きかった。主演のマドンナに対しても同様の質問が飛んだが、彼女は「あれだけの人物が、聖か俗か、どちらかの面しか持っていなかったはずはないわ」と答えている。